# Русский пчеловодный листок
Русский Пчеловодный Листок — русскоязычный журнал, издававшийся сначала в Санкт-Петербурге Императорским русском вольно-экономическим обществом с 1886 года ежемесячно, после — в Москве. Издавался в течение 33-х лет.
Основан Александром Михайловичем Бутлеровым, который и был его первым редактором; затем редакторами были А. Ф. Зубарев, А. Н. Бекетов, С. П. фон-Глазенап; с 1891 года редактором состоит П. Н. Анучин, с 1902 года — профессор Николай Михайлович Кулагин.